# Phlegra amitaii
Phlegra amitaii är en spindelart som beskrevs av Prószynski 1998. Phlegra amitaii ingår i släktet Phlegra och familjen hoppspindlar. Inga underarter finns listade i Catalogue of Life.